# Selenose
Als Selenose (Synonym Selenvergiftung) bezeichnet man ein Krankheitsbild, das durch eine erhöhte Zufuhr von Selen ausgelöst ist. Eine Unterversorgung wird als Selenmangel bezeichnet.

## Ursachen
Eine akute Vergiftung mit Selen kann bei Einnahme von 3 bis 7 mg an einem Tag auftreten. In chronischen Fällen ist seine Kumulation durch langfristig übermäßige Aufnahme (über 0,6 mg täglich) z. B. durch selenhaltige Tabletten, Inhalation, Nahrungsmittel (über 2 µg pro Gramm) und Trinkwasser ursächlich. Für letzteres wurde von der WHO der obere Grenzwert auf 10 µg/l festgelegt.

## Symptome
Als Frühsymptome gelten Übelkeit, Müdigkeit, Muskelschwäche und Durchfall. Im weiteren Verlauf können Parästhesien infolge peripherer Neuropathie, Haarausfall, Hautläsionen, wässriger Durchfall und ein Verlust der Nägel auftreten.

## Therapie
Wesentlich ist die Einhaltung der oben genannten Grenzwerte in der Nahrung. Eine spezifische Therapie ist nicht bekannt.